# Only When I Lose Myself
Singles de Depeche Mode
Useless
(1997) Dream On
(2001)
Pistes de The Singles 86>98
Useless
(18) Little 15
(20)
Only When I Lose Myself est le trente-cinquième single de Depeche Mode, sorti le 7 septembre 1998 et extrait de la compilation de singles The Singles 86>98. C'est le premier single hors album studio depuis It's Called a Heart en 1985, mais aussi l'un des rares singles du groupe à avoir eu deux éditions limitées ("L12/LCD Bong" et "XL12/XLCD Bong" - les autres étant Enjoy the Silence et In Your Room).
le single est accompagné de deux faces B Surrender qui est la première face b vocale depuis My Joy, issu du single Walking in My Shoes de 1993, l'autre est une piste instrumentale intitulée Headstar. Un remix rare de Painkiller a également été inclus dans certaines versions. Un autre remix de World in My Eyes a également fait son apparition.
Le clip de Only When I Lose Myself a été réalisé par Brian Griffin qui a auparavant opéré auprès de Depeche Mode en tant que photographe, c'est lui qui a réalisé les jaquettes des cinq premiers albums du groupe. La piste audio du clip est une version unique de la chanson, dans le sens où il y a un fade-out durant le dernier refrain et donc l'absence de la fin instrumentale (comme dans la version radio). Cependant, l'introduction instrumentale qui manquait aussi sur la version radio, est bien présente.

## Liste des chansons
12": Mute / 12Bong29 (R-U)
1. Only When I Lose Myself (Subsonic Legacy Remix) (7:00) (remixé par Danny Briottet)
2. Only When I Lose Myself (Dan the Automator Remix) (4:45)
3. Headstar (Luke Slater Remix) (5:47)

12"Mute / L12Bong29 (R-U)
1. Only When I Lose Myself (Gus Gus Long Play Mix)" (11:21)
2. Painkiller (Kill the Pain Mix - DJ Shadow vs Depeche Mode)" (6:34)
3. Surrender (Catalan FC Out of Reach Mix)" (6:55)

CDMute / CDBong29 (R-U)
1. Only When I Lose Myself (4:35)
2. Surrender (6:19)
3. Headstar (4:23)

CDMute / LCDBong29 (R-U)
1. Only When I Lose Myself (Subsonic Legacy Remix) (7:00)
2. Only When I Lose Myself (Dan the Automator Remix) (4:47)
3. Headstar (Luke Slater Remix) (5:47)

CDMute / XLCDBong29 (R-U)
1. Only When I Lose Myself (Gus Gus Long Play Mix) (11:21)
2. Painkiller (Kill the Pain Mix - DJ Shadow vs Depeche Mode) (6:34)
3. Surrender (Catalan FC Out of Reach Mix) (6:55)
4. Only When I Lose Myself (Gus Gus Short Play Mix) (5:06)
5. World in My Eyes (Safar Mix) (8:30)

CDMute / CDBong29X (EU)
1. Only When I Lose Myself (4:35)
2. Surrender (6:19)
3. Headstar (4:23)
4. Only When I Lose Myself (Subsonic Legacy Remix) (7:00)
5. Only When I Lose Myself (Dan the Automator Remix) (4:45)
6. Headstar (Luke Slater Remix) (5:47)
7. Only When I Lose Myself (Gus Gus Long Play Mix) (11:21)
8. Painkiller (Kill the Pain Mix - DJ Shadow vs Depeche Mode) (6:34)
9. Surrender (Catalan FC Out of Reach Mix) (6:55)
10. Only When I Lose Myself (Gus Gus Short Play Mix) (5:06)
11. World in My Eyes (Safar Mix) (8:30)

- Ce CD est la version ressortie en 2004.

Promo 12"Mute / P12Bong29 (R-U)
1. Only When I Lose Myself (Dan the Automator Remix) (4:45)
2. Only When I Lose Myself (Subsonic Legacy Remix) (7:00)
3. Painkiller (Kill the Pain Mix - DJ Shadow vs Depeche Mode) (6:34)
4. Headstar (Single Version) (4:23)

Promo 12"Mute / PL12Bong29 (R-U)
1. Headstar (Luke Slater Remix) (5:47)
2. Surrender (Catalan FC Out of Reach Mix) (6:55)
3. Only When I Lose Myself (Gus Gus Long Play Mix) (11:21)

Radio Promo CD"Mute / RCDBong29 (UK)
1. Only When I Lose Myself (Radio Edit)  (3:53)
2. Only When I Lose Myself (Single Version)  (4:35)

2x12"Reprise / 44562-0 (É-U)
1. Only When I Lose Myself (Dan the Automator Remix) (4:45)
2. Painkiller (Kill the Pain Mix - DJ Shadow vs Depeche Mode) (6:34)
3. Headstar (Luke Slater Remix) (5:47)
4. Surrender (Catalan FC Out of Reach Mix) (6:55)
5. Only When I Lose Myself (Gus Gus Long Play Mix) (11:21)
6. Headstar (4:23)
7. Only When I Lose Myself (Subsonic Legacy Remix) (7:00)
8. Surrender (6:19)

CD Reprise / 44546-2 (É-U)
1. Only When I Lose Myself (Dan the Automator Remix) (4:45)
2. Headstar (4:23)
3. Surrender (6:19)
4. Only When I Lose Myself (Subsonic Legacy Remix) (7:00)
5. Headstar (Luke Slater Remix) (5:47)

- Sorti le 15 septembre 1998.

CD Reprise / 44562-2 (É-U)
1. Only When I Lose Myself (Gus Gus Long Play Mix) (11:21)
2. Painkiller (Kill the Pain Mix - DJ Shadow vs Depeche Mode) (6:34)
3. Surrender (Catalan FC Out of Reach Mix) (6:55)
4. Only When I Lose Myself (Gus Gus Short Play Mix) (5:06)
5. World in My Eyes (Safar Mix) (8:30)

- Sorti le 13 octobre 1998.

Promo 2x12" Reprise / PRO-A-9362 (É-U)
1. Only When I Lose Myself (Dan the Automator Remix) (4:45)
2. Painkiller (Kill the Pain Mix - DJ Shadow vs Depeche Mode) (6:34)
3. Headstar (Luke Slater Remix) (5:47)
4. Surrender (Catalan FC Out of Reach Mix) (6:55)
5. Only When I Lose Myself (Gus Gus Long Play Mix) (11:21)
6. Headstar (4:23)
7. Only When I Lose Myself (Subsonic Legacy Remix) (7:00)
8. Surrender (6:19)

Promo CD Reprise / PRO-CD-9362 (É-U)
1. Only When I Lose Myself (Radio Edit) (3:53)
2. Only When I Lose Myself (4:34)

- Toutes les chansons sont des compositions de Martin L. Gore.

## Liens
- Informations à propos du single sur le site officiel de Depeche Mode